# فوتوروسکوپ

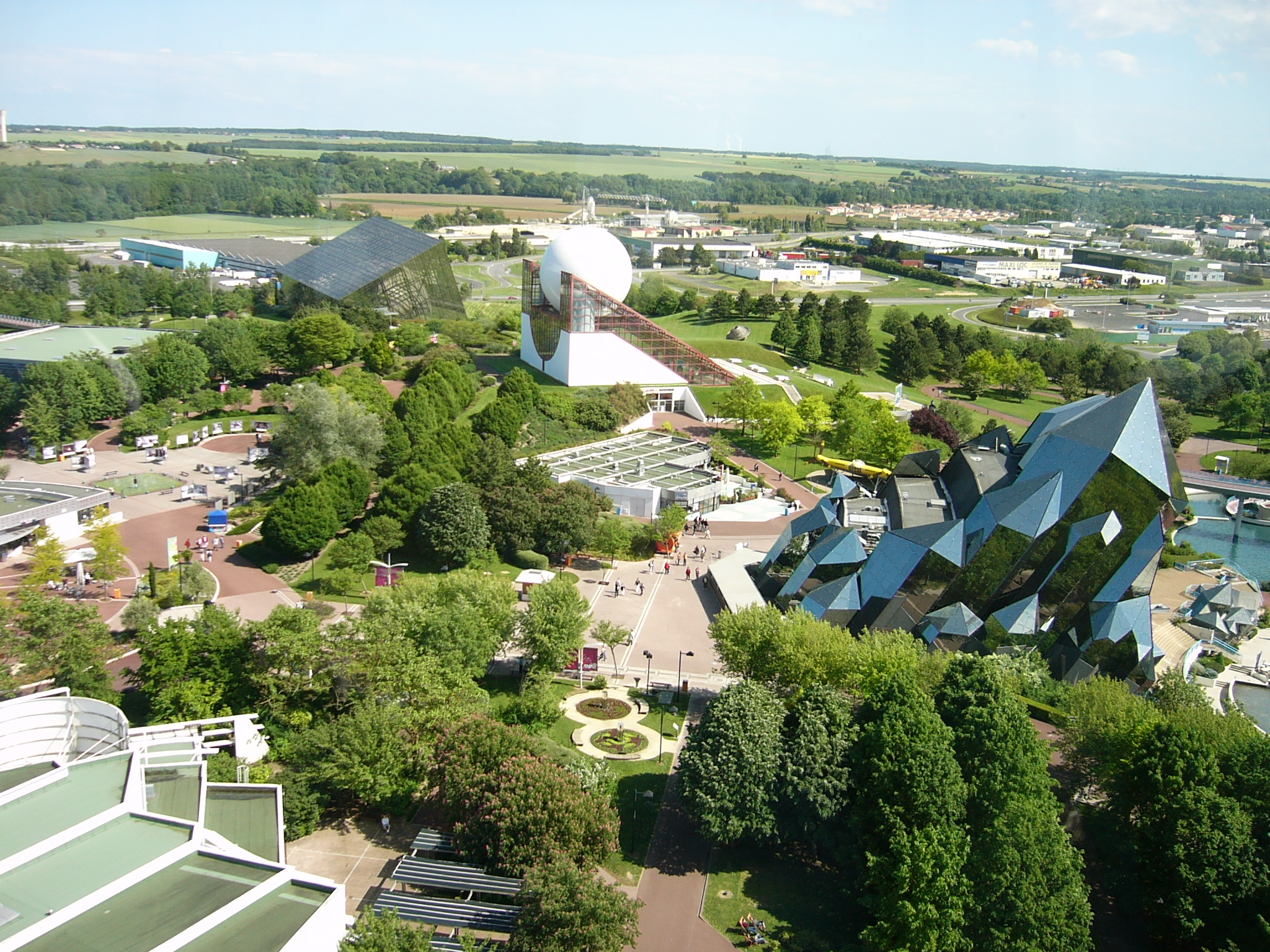
فوتوروسکوپ در روز

فوتوروسکوپ (به انگلیسی: Futuroscope) یا پارک دو فوتوروسکوپ (به فرانسوی: Parc du Futuroscope) شهربازی در فرانسه است. این شهربازی در ۱۰ کیلومتری شمال پواتیه قرار دارد. این شهربازی در تاریخ ۳۱ مه ۱۹۸۷ تأسیس شده‌است.